# 1224
『1224』は日本のロックバンド、BOØWY（ボウイ）のライブ・ビデオ。
2001年12月24日に東芝EMI／イーストワールドよりリリースされた。

## 解説

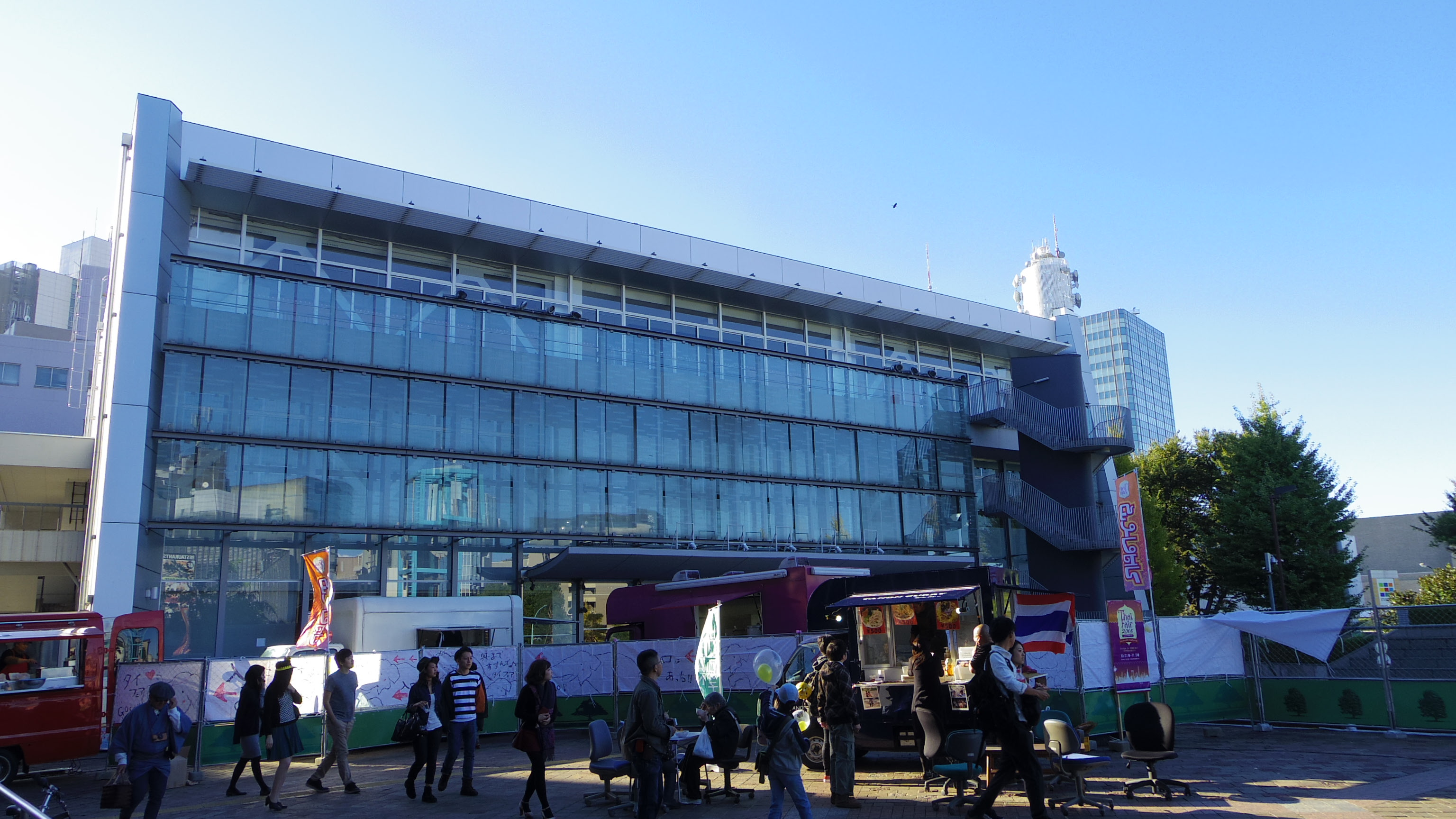
会場の渋谷公会堂（2015年11月撮影）

1987年12月24日に行われたBOØWYの「ROCK'N ROLL REVIEW DR.FEELMAN'S PSYCOPATHIC HEARTS CLUB BAND TOUR」最終日、渋谷公会堂での解散（宣言）ライヴの模様を記録したライヴビデオ。BOØWY初のライヴ完全収録作品である。監督は永石勝。（実際には「ONLY YOU」の中盤部分が約40秒程欠損している。しかし、この欠損は意図的に行われたという説がある)
結成20周年に始まったBOØWYの新作ビデオ第2弾で、発表はライブ・ビデオ『"LAST GIGS"』（2001年）の中に同封されていた真っ赤なチラシが最初であった。
本映像は"LAST GIGS"での映像と合わせて解散に焦点を当てたドキュメンタリー風ビデオとして発売される計画があり、そのために収録された物だが、メンバーのソロ活動に対する配慮から立ち消えとなった。撮影スタッフには「重要なポイントだけを抑えて撮れば良い」との指示があったようだが（『重要なポイント』とは氷室京介が解散宣言をする箇所の事を指している。当日はライヴのどこで解散宣言をするかが氷室に一任されていた為、結果としてライヴ全部を撮影する必要があった）、当日用意された5台の16㎜フィルムカメラの内、4台がフィルムチェンジを行っていた際も含めて奇跡的にこぼれ落ちた映像がなく、ライヴの全ての映像が収められていたという。
このライブが収められたフィルムは当時のスタッフによって「1224」と名付けられたまま約14年間倉庫に保管されていた。本作品の発売前には、このフィルムが期間限定で全国上映された。2013年3月21日に映像をデジタル処理・音質を向上させた「BOØWY 1224 FILM THE MOVIE 2013」(内容は同じ)として一部映画館で公開された。
解散から30年が経過した2017年にはオリジナルフィルムが発掘。それをHDリマスターしたBlu-ray『BOØWY 1224 -THE ORIGINAL-』が同年12月24日に発売された。本作では会場外の映像や、渋谷公会堂のガラスが割られるシーンがあるなど、ドキュメンタリー的側面があるが、『THE ORIGINAL』の方は『ONLY YOU』の欠損部分の補完やカット割りの変更、映像の縦横比率の変更（本作では4:3だが、『THE ORIGINAL』は16:9）、本作ではあった会場外の映像が無い、収録時間も違う等、ライブ映像の部分が強調された編集が行われている。

## リリース履歴
| No. | 日付           | レーベル | 規格    | 規格品番            | 最高順位 | 備考                                 |
| --- | -------------- | -------- | ------- | ------------------- | -------- | ------------------------------------ |
| 1   | 2001年12月24日 | 東芝EMI  | VHS DVD | TOVF-1381 TOBF-5104 | 2位      |                                      |
| 2   | 2012年12月24日 | 東芝EMI  | BD      | TOXF-4014           | -        | BD-BOX『BOØWY BLU-RAY COMPLETE』収録 |

## 収録曲
1. LIAR GIRL
  - 作詞：氷室京介／作曲・編曲：布袋寅泰

この曲の前にオープニングSEを兼ねた映像が収録されているが、実際は約5,6分程あるもっと長いもので、本作では終盤の部分のみが収録されている。
2. ANGEL PASSED CHILDREN
  - 作詞：氷室京介／作曲・編曲：布袋寅泰
3. BLUE VACATION
  - 作詞：氷室京介／作曲・編曲：布袋寅泰

曲中のギター・ソロので布袋が「ジングルベル」のフレーズを演奏している。
4. ハイウェイに乗る前に
  - 作詞・作曲：氷室京介／編曲：布袋寅泰
5. GIGORO&GIGOLET
  - 作詞：氷室京介／作曲・編曲：布袋寅泰
6. PSYCHOPATH
  - 作詞：JONAH PASHBY／作曲：氷室京介／編曲：布袋寅泰

この曲で布袋は、アームを使ったギタープレイをするために、フロイド・ローズ式トレモロ・ユニットの付いたテレキャスターを使用している。このギターには、布袋モデルのトレードマークの「G柄」と呼ばれる模様がなく、その代わりに上部（ギターを肩に担いだ状態で正面から見て右上の部分）に丸型の鏡がついている。
7. CLOUDY HEART
  - 作詞・作曲：氷室京介／編曲：布袋寅泰
8. MARIONETTE
  - 作詞：氷室京介／作曲・編曲：布袋寅泰
9. わがままジュリエット
  - 作詞・作曲：氷室京介／編曲：布袋寅泰
10. LONGER THAN FOREVER
  - 作詞：氷室京介／作曲・編曲：布袋寅泰

この曲の演奏前のMCで、氷室がメンバー紹介を行なっている。
11. 季節が君だけを変える
  - 作詞：氷室京介／作曲・編曲：布袋寅泰
12. WORKING MAN
  - 作詞：松井恒松／作曲・編曲：布袋寅泰
13. B・BLUE
  - 作詞：氷室京介／作曲・編曲：布袋寅泰

「WORKING MAN」のエンディングと「B・BLUE」のオープニングは繋がって演奏されている。(『"GIGS" CASE OF BOØWY』と同じアレンジ）
14. RENDEZ-VOUS
  - 作詞：氷室京介／作曲・編曲：布袋寅泰
15. Honky Tonky Crazy
  - 作詞・作曲：BOØWY／編曲：布袋寅泰・佐久間正英
16. PLASTIC BOMB
  - 作詞：氷室京介／作曲・編曲：布袋寅泰
17. BEAT SWEET
  - 作詞：氷室京介／作曲・編曲：布袋寅泰
18. IMAGE DOWN
  - 作詞：氷室狂介／作曲・編曲：布袋寅泰
19. NO. NEW YORK
  - 作詞：深沢和明／作曲・編曲：布袋寅泰

この曲までが本編演奏。
20. MEMORY
  - 作詞：氷室京介／作曲・編曲：布袋寅泰

1回目のアンコール演奏。この曲で布袋は、白地に黒ラインのG柄のテレキャスターを使用している（メインは黒字に白ラインのG柄）。
21. ONLY YOU
  - 作詞：氷室京介／作曲・編曲：布袋寅泰

1回目のアンコール演奏。この曲の中盤で、画像と音声が約40秒程欠損している。
22. Dreamin'
  - 作詞：布袋寅泰、松井五郎／作曲・編曲：布袋寅泰

2回目のアンコール演奏。この曲の演奏前に、氷室が解散宣言を行っている。